# 帯広貨物駅

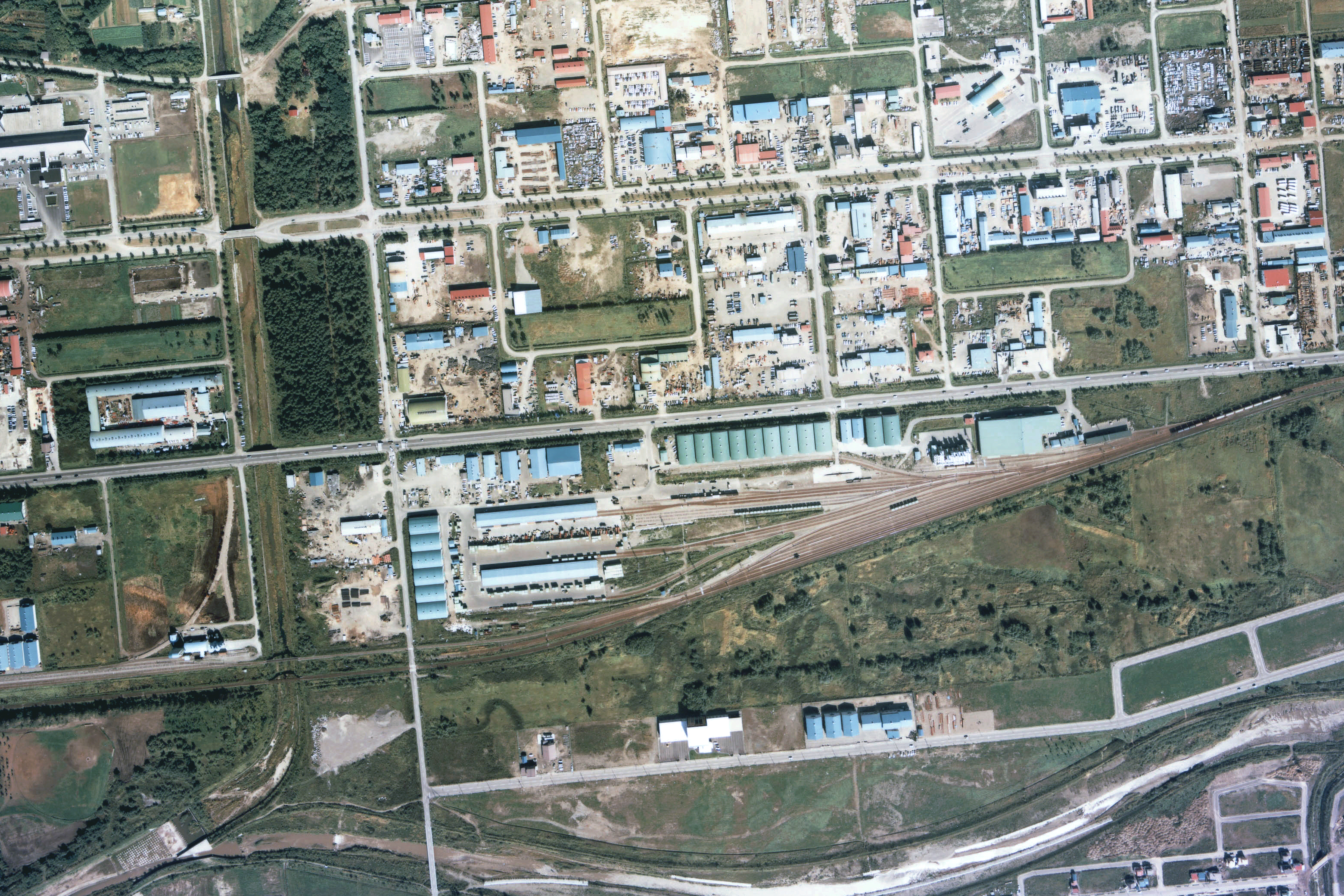
1977年（昭和52年）の（貨物）帯広駅と周囲約1km×1.5km範囲。右が根室方面。

帯広貨物駅（おびひろかもつえき）は、北海道帯広市西20条南1丁目にある、日本貨物鉄道（JR貨物）根室本線の貨物駅である。
2011年（平成23年）3月12日のダイヤ改正をもって、帯広駅（おびひろえき）から改称された。

## 歴史
- 1968年（昭和43年）10月：帯広駅コンテナ基地開所。
- 1969年（昭和44年）
  - 3月20日：帯広市産業開発公社専用線が開通。
  - 11月19日：駅構内に日本飼料ターミナル帯広営業所が開所。以降、駅周辺に企業の設立が相次ぐ。
- 1971年（昭和46年）10月1日：農産品ターミナル（倉庫及び側線）設置[3]
- 1984年（昭和59年）2月1日：組成駅地区指定解除、貨物ヤードとしての役割を終える。
- 1987年（昭和62年）4月1日：国鉄分割民営化、帯広駅の貨物営業をJR貨物が引き継ぐ。
- 2004年（平成16年）7月1日：新日本石油西帯広油槽所を継承した日本オイルターミナル帯広営業所が営業開始。
- 2011年（平成23年）3月12日：帯広駅から帯広貨物駅に改称[1][2]。
- 2012年（平成24年）
  - 5月29日：本輪西駅間で設定されていた石油輸送列車が廃止される。
  - 5月31日：日本オイルターミナル帯広営業所廃止。十勝鉄道廃止[4]。

## 駅構造

### 主な構造
3面5線のコンテナホームを有する地上駅。ホームは南北に並び、その最も北側のホームは上屋付の貨物ホームである。着発線は単線の本線の北側に2本あり、その北側には9本の仕分け線がある。着発線と仕分け線は下り方面と上り方面へ伸びるの引き上げ線で繋がっている。なお、コンテナ荷役線は下り引き上げ線に接続している。
駅構内には、営業窓口のJR貨物帯広営業支店や北海道農産品ターミナル帯広営業所（倉庫）、日本通運の倉庫がある。かつては日本飼料ターミナル飼料サイロもあったが、1980年代に廃止された。
駅の東側にはJR北海道の柏林台駅があるが、同駅には交換設備がないため当駅で旅客列車の交換を行うことがある。構内南側には帯広運転所があり、一部の普通列車は当駅で運転士交代のために運転停車する。かつては札幌行きの上り特急「まりも」も運転停車を行っていた。気動車の留置線・給油設備もあり、気動車への給油・夜間滞泊に使用される。
駅構内の入換作業は、本線での列車牽引も行うDF200形ディーゼル機関車が担当している。

### 帯広市産業開発公社専用鉄道 （廃止）
かつて当駅から根室本線に並行して、大成駅付近にある日本甜菜製糖芽室製糖所の手前までを結ぶ路線（第2線）と、その途中、西帯広駅付近から分岐する路線（第2工業団地線）があった。両線とも帯広市産業開発公社が保有し、十勝鉄道が運行管理していた。
これらの路線は通路線として機能しており、別の専用線が分岐する。第2線の終端には日本甜菜製糖芽室製糖所への専用線が接続、第2工業団地線には日本オイルターミナル帯広営業所への専用線が接続していた。かつては、第2工業団地線からジャパンエナジー西帯広油槽所（既に閉鎖）や芽室町営の専用線が分岐し、さらに芽室町営線からはホクレンくみあい飼料帯広工場や出光興産の油槽所への専用線が分岐していた。なお、当駅から芽室製糖所までは約4.9kmあり、これは第一種鉄道事業者である芝山鉄道や紀州鉄道より長い距離をもつ専用鉄道であった。
また、かつては第1線も存在していた。この専用線からは、JA帯広かわにし西帯広事業所や、付近の木材工場への専用線が分岐していた。
しかし、日本オイルターミナル帯広営業所の廃止に伴い、専用線を日本甜菜製糖関連の貨物のみで維持することがコスト的に困難であることから、2012年5月31日をもって廃止されることとなった。

## 取扱う貨物の種別
当駅はコンテナ貨物と専用線発着の車扱貨物の取扱駅である。
コンテナ貨物は、JR規格の12フィート・20フィート・30フィートのコンテナ、ISO規格の20フィート海上コンテナを取り扱う。このほか、日本甜菜製糖専用線を発着するコンテナ（主に12フィートコンテナ）も取り扱っている。取扱品は、発送貨物では野菜、砂糖、豆、乳製品など、到着貨物では、積合せ貨物、米、食品、化学工業品などが主なものである。また、産業廃棄物・特別管理産業廃棄物の取扱許可を得ており、これらが入ったコンテナの取り扱いも可能。
車扱貨物は、日本オイルターミナル帯広営業所の専用線を発着する、ガソリンなどの石油類を取り扱っていたが、2013年5月31日をもって釧路貨物駅に統合され廃止された。

## 貨物列車
2018年（平成30年）3月現在
高速貨物列車
- 下り列車（釧路貨物駅方面行き）は1日7本停車する。うち5本は当駅終着で、残りの2本は釧路貨物駅行きである。
- 上り列車（札幌貨物ターミナル駅方面行き）は1日2本停車する。うち当駅終着が1本、もう1本は札幌貨物ターミナル駅行きである。当駅始発は6本で、行き先は札幌貨物ターミナル駅が3本、苫小牧貨物駅[6]・隅田川駅[6]・吹田貨物ターミナル駅[6]への列車が1本ずつ設定されている。
また、馬鈴薯収穫期となる9月中旬から10月初頭にかけて、馬鈴薯輸送専用の臨時貨物列車が当駅発熊谷貨物ターミナル駅[6]行きで一便設定される[7]。

## 駅周辺
周辺は国道沿いには柏林台駅、郊外店、そのほかには住宅や団地が広がる。
- 国道38号・国道241号
- 北海道道715号芽室東四条帯広線
- 国土交通省北海道運輸局帯広運輸支局
- 日本通運帯広支店
- 北海道農産品ターミナル
- いすゞ自動車帯広部品センター
- 帯広地方卸売市場
- 伏古別公園
- 帯広川
- 十勝バス「西20条1丁目」停留所

## 隣の駅
北海道旅客鉄道（JR北海道）
■根室本線
西帯広駅 (K29) - 帯広貨物駅 - 柏林台駅 (K30)